# 莱昂内尔·桑切斯
莱昂内尔·桑切斯（西班牙語：Leonel Sánchez，1936年4月25日—2022年4月2日），智利男子足球运动员，司职前锋。他曾代表智利参加1962年和1966年国际足联世界杯，其中1962年世界杯获得金靴奖。